# Al vande Weghe
Al vande Weghe (Estados Unidos, 28 de julio de 1916-Tulsa, Oklahoma, 13 de agosto de 2002) fue un nadador estadounidense especializado en pruebas de estilo espalda, donde consiguió ser subcampeón olímpico en 1936 en los 100 metros.

## Carrera deportiva
En los Juegos Olímpicos de Berlín 1936 ganó la medalla de plata en los 100 metros estilo espalda con un tiempo de 1:07.7 segundos, tras su compatriota Adolf Kiefer y por delante del japonés Masaji Kiyokawa (bronce).